# Głodowa
Głodowa [ɡwɔˈdɔva] (deutsch Goldbeck) ist ein Dorf in der Woiwodschaft Westpommern in Polen. Es gehört zur Gmina Bobolice (Gemeinde Bublitz) im Powiat Koszaliński (Kösliner Kreis). 
Das Dorf hat etwa 200 Einwohner.

## Geographische Lage
Das Dorf liegt in Hinterpommern, etwa 140 Kilometer nordöstlich von Stettin und etwa 35 Kilometer südöstlich der Kreisstadt Koszalin (Köslin). Durch das Dorf verläuft die Woiwodschaftsstraße 169, die südöstlich des Dorfes in die Landesstraße 11 mündet.

## Geschichte

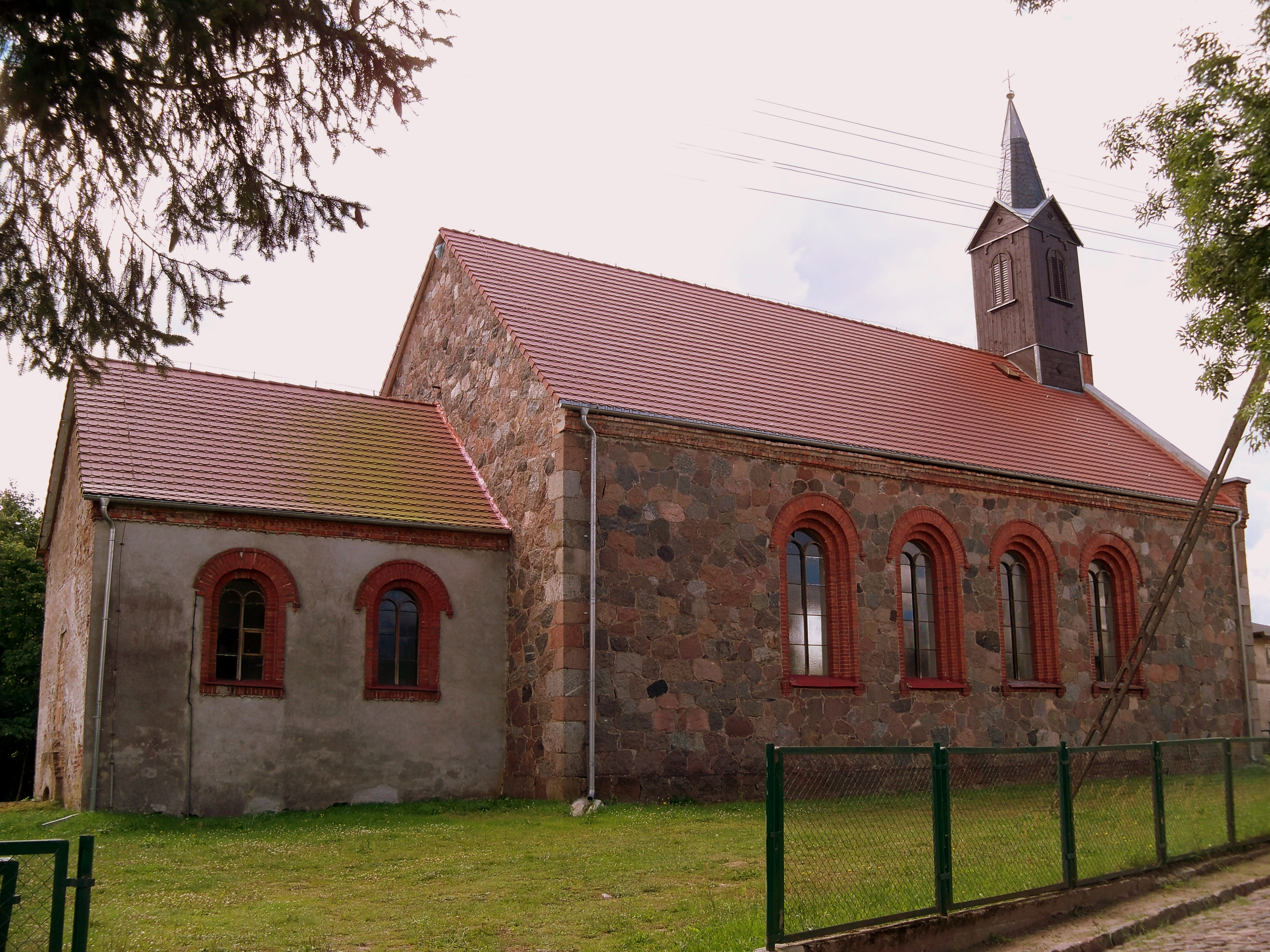
Dorfkirche (2012)

Ab dem 19. Jahrhundert bestanden der politische Gutsbezirk Goldbeck und die Landgemeinde Goldbeck nebeneinander. Im Jahre 1910 zählte der Gutsbezirk Goldbeck 159 Einwohner, die Landgemeinde Goldbeck 124 Einwohner. Später wurde der Gutsbezirk Goldbeck in die Landgemeinde Goldbeck eingemeindet. Goldbeck gehörte zunächst zum Kreis Fürstenthum, kam bei dessen Aufteilung im Jahre 1872 zum Kreis Bublitz und bei der Auflösung des Kreises Bublitz im Jahre 1932 zum Kreis Köslin. 
Bis 1945 bildete Goldbeck eine Landgemeinde im Kreis Köslin. Zur Landgemeinde gehörte kein weiterer Wohnplatz. Die Gemeinde zählte im Jahre 1925 246 Einwohner in 49 Haushaltungen und im Jahre 1939 227 Einwohner.
Nach dem Zweiten Weltkrieg kam Goldbeck, wie ganz Hinterpommern, an Polen. Die Bevölkerung wurde durch Polen ersetzt. Der Ortsname wurde zu „Głodowa“ polonisiert. Heute liegt das Dorf in der polnischen Gmina Bobolice (Gemeinde Bublitz), in der es ein eigenes Schulzenamt bildet.

## Söhne und Töchter des Ortes
- Reinhold von Woedtke (1828–1898), preußischer Landrat des Kreises Schlawe und des Kreises Greifenberg, MdA
- Franz Claassen (1881–1945), deutscher Konteradmiral